# Йоганн Гутенберг
Йо́ганн Гу́тенберг (нім. Johannes Gutenberg; 1397/1400 — 3 лютого 1468) — німецький першодрукар, ювелір і винахідник. Народився в Майнці. Прецизійний механік шляхетного роду. У середині 1440-х років створив спосіб друкарства рухомими літерами (від лат. litera), що зазнав значного поширення.

## Імена
- Йо́ганн Ґенсфляйш цур Ляден цум Гу́тенберґ (нім. Johannes Gensfleisch zur Laden zum Gutenberg);

## Біографія
У зв'язку з дуже обмеженою кількістю збережених документальних джерел, що стосуються Гутенберга, немає можливості відновити його повну біографію. У роки його життя, як правило, лише відомі політичні постаті й діячі церкви мали честь на внесення до будь-яких джерел біографії. Гутенберг був виробником, почасти художником, і тому не викликав особливого інтересу, однак його винахід усе-таки вплинув на те, щоб деякі відомості його життя вказали в книжкових відгуках того часу.

### 1400—1448. Раннє життя і початок діяльності
Йоганн (Йоханн — Henne, Hengin, Hanssen) Гутенберг народився в родині майнцзького патриція Фріле Генцфляйш й Ельзи Віріх. Патриціями в Середньовічній Німеччині називали громадян, що належали до вищих верств міського бюргерства. Мати за походженням була з родини торговців сукна, саме тому шлюб батьків Йоганна, укладений 1386 року, був мезальянсом. Майнц було досить важливим містом, оскільки саме тут обирали архієпископа німецької церкви, тобто курфюрста. Місто було одним з багатьох, де відбувалися сутички між патриціатом і цехами, що змушувало родину Йоганна тимчасово покидати місто в періоди поразок патриціату.
Пращури Гутенберга в Майнці простежуються з першої половини XIV століття. Прізвище Генцфляйш частково утворене від назви маєтку, придбаного родиною. Прізвище Гутенберг схожим чином походить від назви маєтку Гутенбергхоф, що належав батькові Гутенберга в Майнці. Невідомою є відповідь на питання, чи був Гутенберг лицарем, оскільки приналежність до патриціїв у Німеччині не означала приналежності до лицарства. Щодо цього свідчать два джерела: ордонанс французького короля Карла VII й венеціанська хроніка 1483 року. Проте походження матері та рід занять Гутенберга заходять у суперечність із можливістю мати лицарське звання.
Точна дата народження Гутенберга залишається невідомою, оскільки записів про його хрещення не збереглося. Відомо, що він був молодшою дитиною в родині (у нього був старший брат Фріле, сестра Ельза й зведена сестра Патц). Імовірно, що він народився в 1395—1400 роках, іноді умовно датою народження вважають 24 червня 1400 року — день Іоанна Хрестителя. Місце народження ще достовірно не відоме. Вимушені вигнання родини з міста могли бути причиною того, що Йоганн, можливо, народився в Страсбурзі, про що свідчать певні джерел, хоча він і вважався громадянином Майнца (нім. Kurfürstentum Mainz).
Про дитинство і юнацтво Йоганна немає відомостей. Ураховуючи наявні факти, дослідники припускають, що він навчався в школі, а надалі опановував основи ремісничої справи. Також відомо, що в Страсбурзі Гутенберг навчався ювелірної справи, хоча для цього повинен був мати звання майстра, проте інформація щодо опанування майбутнім винахідником ремесла не збереглася. Оскільки до 1434 року про життя Гутенберга немає достатньо фактів, можемо тільки припускати, чим саме він займався в цей період.
З 1434 року по 1444 рік проживав у Страсбурзі, займаючись шліфуванням напівдорогоцінного каміння (агату, оніксу) й виготовленням дзеркал. Імовірно, що там експериментував з книгодрукуванням. 1438 року разом зі своїм учнем Андреасом Дрітценом та іншими учасниками заснував у Страсбурзі мистецьку агенцію (нім. Afentur mit der kunst) у співтовариства для виготовлення дзеркал, а також з метою комерційного здійснення якогось таємничого «підприємництва з мистецтвом». Діяльність товариства закінчилася судовим процесом, що ініціювали проти Гутенберга спадкоємці Дрітцена після смерті Андреаса, який 1439 року був виграний Гутенбергом.
Деякі відомості з актів процесу, пов'язаних з цим підприємством, дозволяють припускати, що в цей час Гутенберг уже в певній мірі досягнув своєрідного прогресу в реалізації винаходу. Характерною особливістю є те, що все, пов'язане з технічною стороною діяльності Гутенберга, було суворою таємницею й часто в матеріалах суду позначається як «ця робота», «зробити це» тощо. За судовими записами неможливо уявити, що саме майстерня Гутенберга мала за мету, лише окремі слова, які випадково з'являлися в протоколах показань свідків, дозволяють припустити, що в цей час винахідник наблизився до відкриття. У текстах згадують прес, свинець, ливарні форми, «тиснення» або «друкування». Аналіз матеріалів справи вказує, що в 1438–39 роках у Гутенберга вже, можливо, був якийсь прес або екземпляр. Здійснювалося лиття у форми, проте не можемо стверджувати, чи були це типографські літери. Імовірно, що в цей час Гутенберг створив технологію, устаткування й інструмент, за допомогою яких можна було відливати літери. Через смерть партнера, деякі частини конструкції залишилися в спадкоємців Андреаса, що негативно вплинуло на швидкість удосконалення приладу.
Більшість дослідників XV століття вважали, що винахід друкарства Гутенберг здійснив 1440 року, хоча не знайдено літератури, датованої цим періодом. Припущення про 1440 рік як точку відліку сучасного друкарства підтверджують документи зі справ Авіньйоньких нотаріусів, які оприлюднено 1890 року абатом Рекеном (Requin, «L'imprimerie à Avignon en 1444»). З відомостей зрозуміло, що в 1444—1446 рр. якийсь Прокопій Вальдфогель укладав угоди, що передбачали розкриття таємниці «штучного письма» за певну кількість грошей. Також існують припущення, що Вальдфогель і Гутенберг — одна особа, але цьому немає підтвердження.
Можливо, через деякий час після тяжби винахід Гутенберга вже застосовували в різних цілях у Страсбурзі. Відсутність творів того періоду вказує на те, що переважно друкували лубочні видання, які мали найменші шанси зберегтися та вціліти.

### 1448—1455. Винахід друкарства

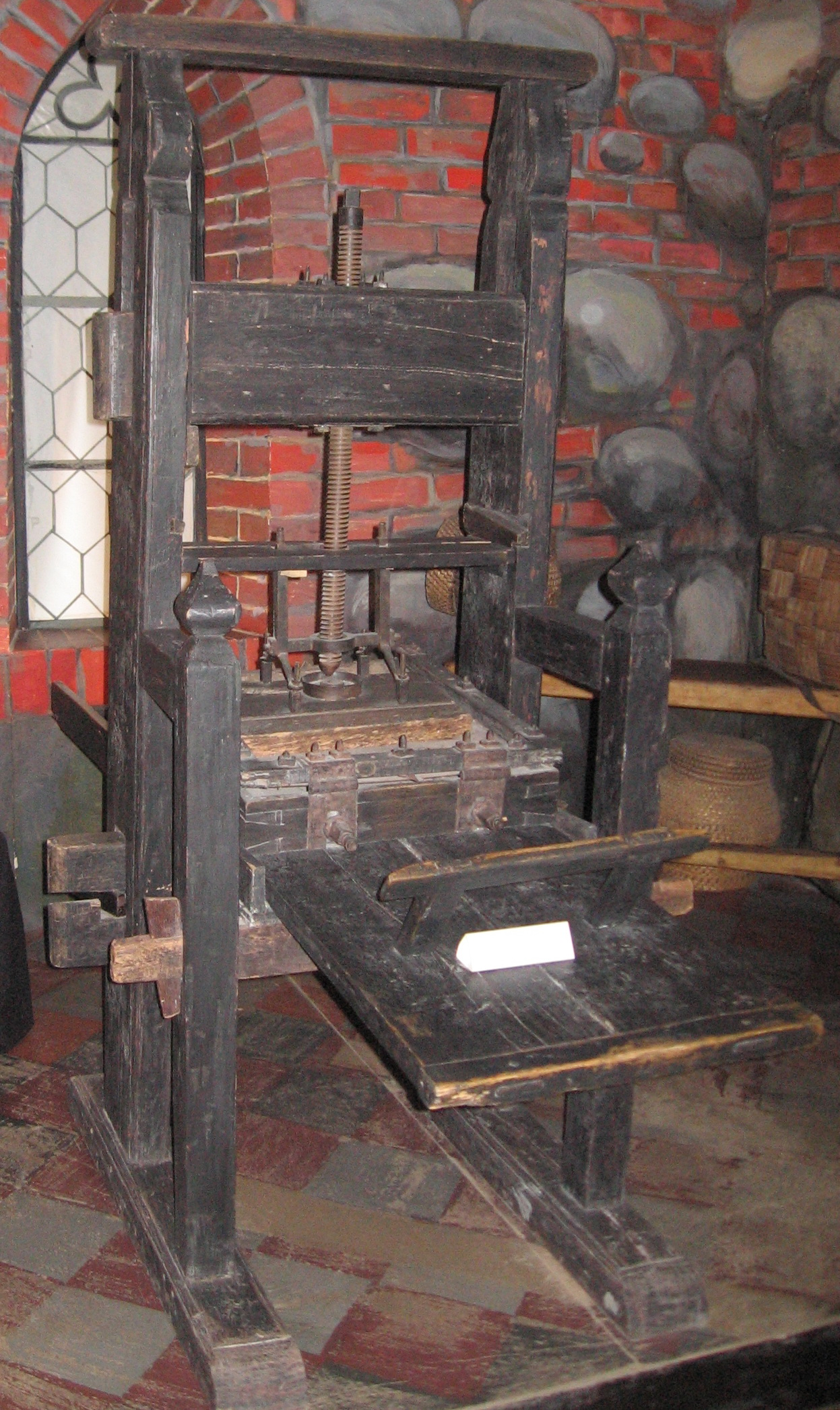
Ручний друкарський верстат Гутенберга

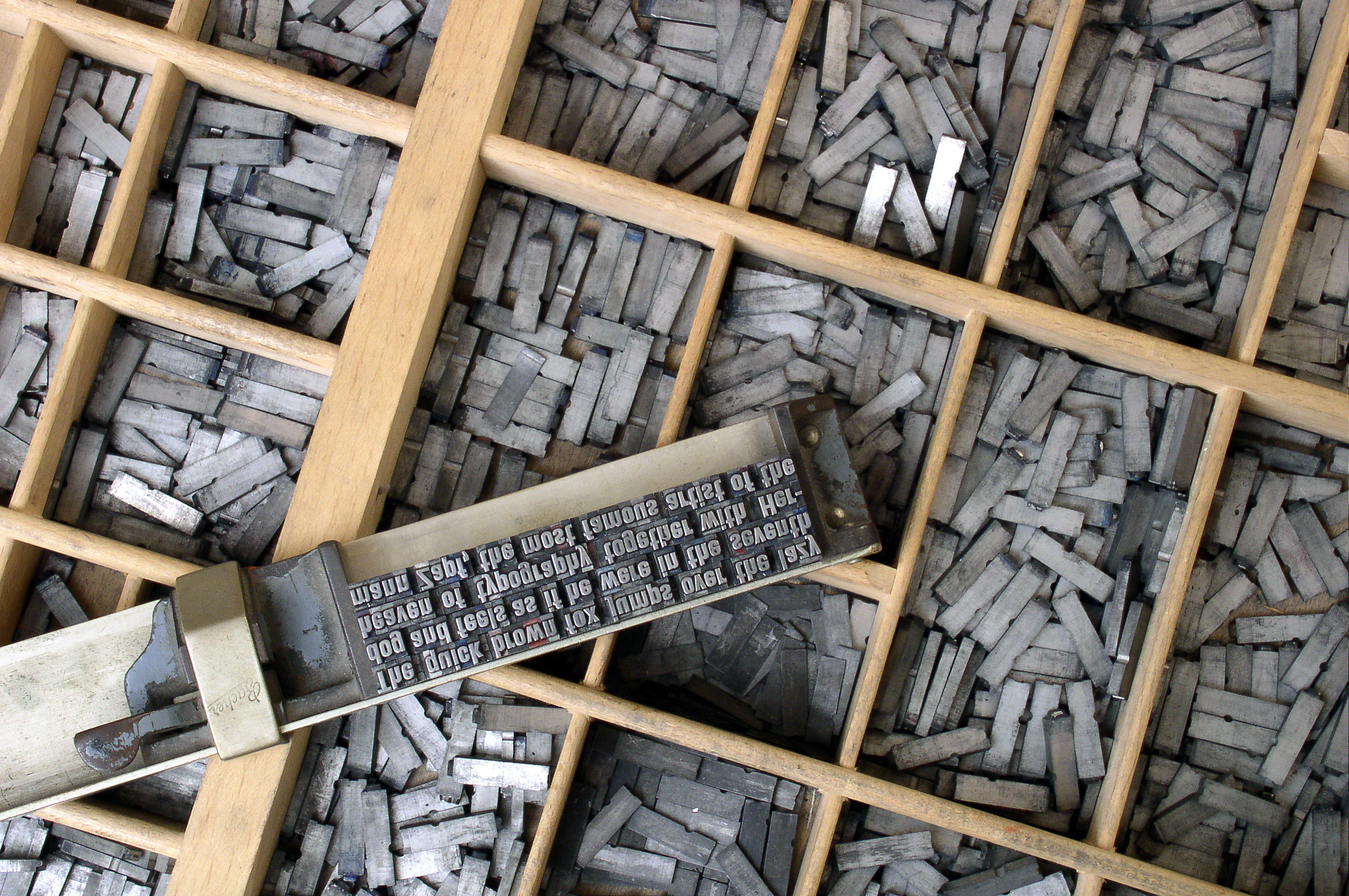
Рухомі металеві літери і пристрій для набору тексту (верстатка) уперше створені Гутенбергом

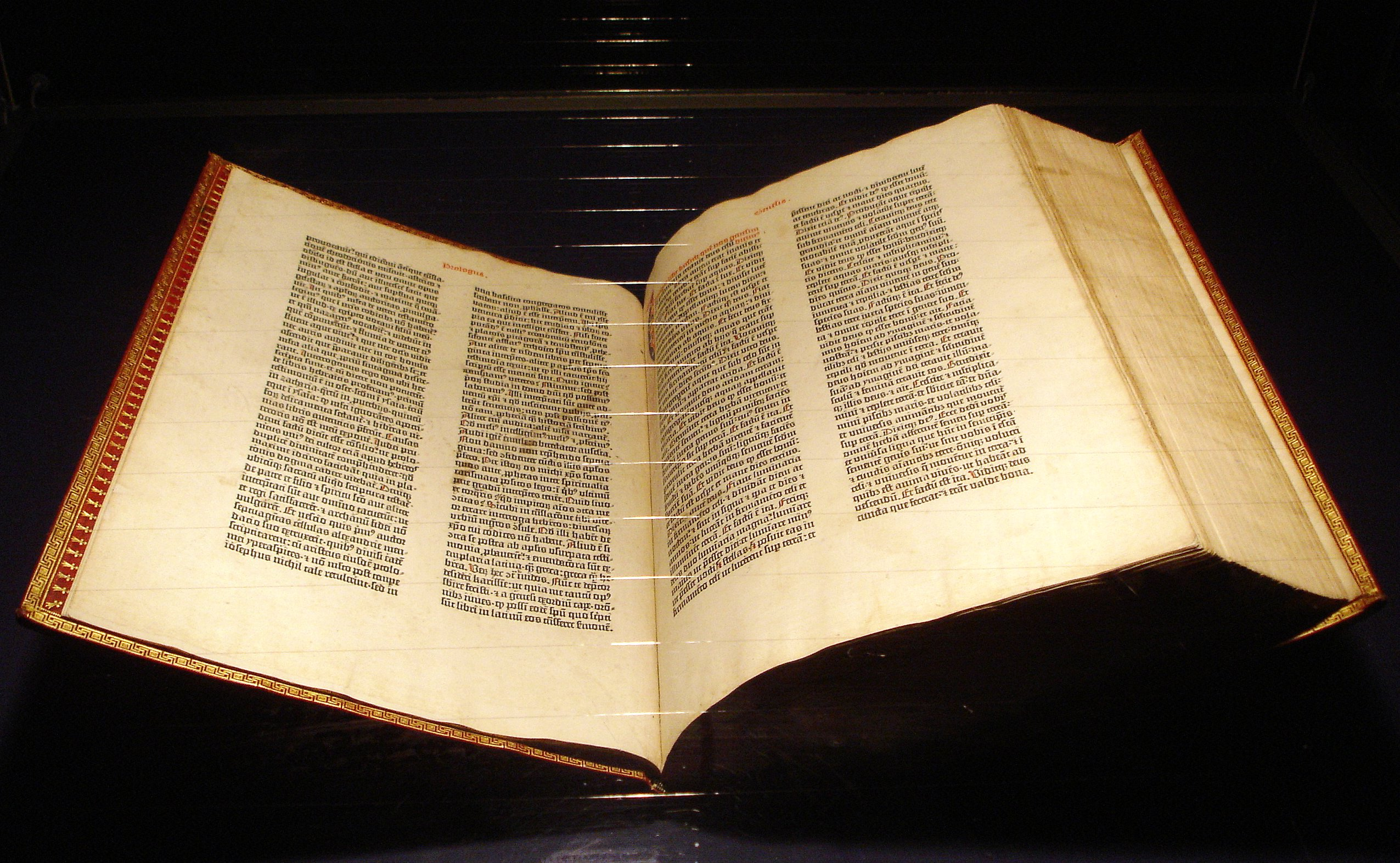
Біблія Гутенберга. Примірник з музею в Майнці

Геніальний винахід Гутенберга полягав у тому, що він виготовляв з металу «рухливі» опуклі літери, відлиті в оберненому вигляді (у дзеркальному відображенні), набирав з них рядки та за допомогою спеціального ручного преса відтискував на папері. Однак йому бракувало коштів для повноцінного запровадження й експлуатації свого винаходу.
Після повернення 1448 року в рідний Майнц, Гутенберг 1450-го уклав договір з місцевим ділком, мабуть, лихварем Йоганном Фустом, в силу якого той позичив йому 800 гульденів під 6 %. У випадку виникнення розбіжностей між партнерами Гутенберг зобов'язаний був повернути отримані кошти. Крім того, Фуст зобов'язувався щорічно видавати 300 гульденів на оплату житла, зарплатню працівникам та потреби виробництва (фарби, папір та інший витратний матеріал); друкарня з усім її оснащенням повинна була належати Гутенбергу й Фусту у рівних частинах. Основний капітал Гутенберг отримав, проте, частинами. Від видачі обігового капіталу Фуст зовсім ухилявся, і за додатковим договором 1452 року за одноразову сплату 800 гульденів був звільнений від щорічних внесків. При цьому Фусту було закладене все обладнання, а доходи від реалізації друкованої продукції ділились порівну.
При таких обмежених коштах, не маючи ні досвідчених робітників, ні досконалих інструментів, Гутенберг, тим не менш, досяг значних успіхів. До 1456 року він виготовив не менше п'яти різних комплектів шрифтів, надрукував латинську граматику Елія Доната (декілька аркушів з неї дійшли до наших днів і зберігаються в Національній бібліотеці в Парижі), декілька папських індульгенцій і, нарешті, дві Біблії: 36-рядкову (Бамберзьку) і 42-рядкову; остання, відома під назвою Біблії Мазаріні, надрукована в 1453—1455 роках.
Йоганн Гутенберг не зміг виплатити Фусту відсотки, і той звернувся до суду. Він вимагав повернення капіталовкладень у розмірі 1800 гульденів золотом і крім того ще 10 складних відсотків за час користування капіталом, тобто всього 2026 гульденів золотом. Процес закінчився перемогою Фуста. Суд через неплатоспроможність відповідача зобов'язав Гутенберга повернути весь матеріал та обладнання Фусту, а саму типографію залишив за ним, про що був складений протокол, зареєстрований нотаріусом Гельмасбергером 6 листопада 1455 року. Оригінал цього акту, такого важливого для збереження за Гутенбергом прав на винахід книгодрукування, в XIX столітті був виявлений Карлом Дзяцко в бібліотеці Геттінгенського університету (K. Dziatzko Sammlung bibliothekwissenschaftlicher Arbeiten, 1889). Гутенбергу треба було починати справу з нуля.

### 1455—1468. Діяльність після суду
Уже до того часу типографська справа обіцяла великі вигоди і не була пустою мрією, внаслідок чого новий грошовитий компаньйон знайшовся швидко. Це був Конрад Гумері, за однією інформацією — медик, за іншою — юрист. Гутенберг знову взявся за роботу. Він виготовив зовсім нові літери й надрукувавши ними дві маленькі брошури, 1460 року випустив твір Йоганна Бальба з Генуї (1286) «Католікон» (латинська граматика з етимологічним словником).
1465 року курфюрст Адольф Нассаусський взяв Гутенберга на службу. Він був призначений довічним камергером курфюрста. На цій посаді отримував щорічно придворний одяг дворянина та продовольче забезпечення. Від чергування при палаці його було звільнено.
3 лютого 1468 друкар помер; він був похований в Майнці на цвинтарі домініканського монастиря, однак сьогодні місце розташування його могили невідоме. Деякі джерела стверджують, що його могила знаходиться на францисканському кладовищі.

## Технологія друку за Гутенбергом

### Авторство винаходу
Винахід Гутенберга приписувався в різні часи різним особам (див. друкарство). Істина остаточно відновлена Антонієм ван дер Лінде в роботі 1878 року.
Близько 1450-го Гутенберг опановував техніку виготовлення однакових змінних літер з металу, (необхідний для друку прес з 1438 вже був відомий).
1452 розпочав друкування Біблії — першої великої книги, технічно і естетично досконалої як на той час. Впродовж трьох років виготовив 180 примірників, з яких до нашого часу збереглося 48. Два з них знаходиться у Британській бібліотеці, електронні копії яких можна переглядати і порівнювати онлайн. Незважаючи на успіх, залишився після виходу книги в боргах, і друкарня від нього перейшла до Фуста, але 1459 Гутенбергу вдалося відкрити свою маленьку власну.
Архієпископ Майнца, розуміючи значення винаходу Гутенберга для майбутнього культурного розвитку людства, призначив йому за три роки до смерті пенсію.
Варто зауважити, що принцип одержання відбитків письмових знаків за допомогою тиснення був відомий вже в Стародавньому Єгипті та державах Межиріччя, де за тисячі років до н. е. вироблялися печатки з ієрогліфічними знаками. Також у Китаї з VI–VIII ст. способом ксилографії (різьблення по дереву) виготовлялися цілі сторінки текстів. Але цей метод друку не був продуктивнішим, ніж рукописний. Потрібне було принципово нове рішення і ним стала ідея створення рядків тексту з окремих літер.
Спосіб виготовлення текстових форм високого друку складанням їх з окремих заздалегідь виготовлених рельєфних елементів — набором — з'явився в середині XI століття в Китаї. Такий спосіб в порівнянні з ксилографією значно прискорював процес виготовлення друкованих форм, а також дозволяв легко виправляти в формі допущені помилки і використовувати багаторазово літери (після друкування форма розбиралася на окремі елементи). Перший час літери робилися з глини з подальшим випалюванням, а вже з XV сторіччя в Кореї відливалися з бронзи.
Гутенберг створив більш сучасний спосіб виготовлення літер литтям їх зі свинцю.
Спочатку він освоїв технологію виготовлення моделей літер (пуансонів). Пуансон він втискав у м'який метал, щоб отримати порожнисту форму літери — матрицю. Її він вмонтовував у дно ливарної форми, заливав розплавленим металом і отримував металеві брусочки — літери. З них складались рядки, з рядків — сторінки. Літери, що виготовлялись у великій кількості, можна було розбирати і використовувати для набору нового тексту. Літери розміщались систематизовано в комірках, звідки їх брали при наборі тексту.
Гутенберг також удосконалив і друкований процес, для чого виготовив ручний дерев'яний друкарський верстат продуктивністю до 100 відбитків на годину. Друкований пристрій верстата складався з двох плит: на нижню плиту укладали друкарську форму і після нанесення на неї фарби паперовий лист за допомогою гвинтового пристрою притискався до неї верхньою плитою.
Таким чином, Йоганну Гутенбергу належить пріоритет створення усього типографського процесу у цілому. У XV столітті винахід літер став вагомим відкриттям в історії світової техніки. Це привело до революції у друкарстві, масового друку книг, їх здешевлення і по праву вважається найважливішою подією того періоду. Він відігравав ключову роль у розвитку епох Ренесансу, Реформації і науково-технічної революції та поклав матеріальну основу для сучасних процесів поширення знань у маси.
Його новаторським рішенням було створення у Європі першого по-справжньому великого видавництва. До того часу друкували або окремі аркуші із складним оздобленням, призначені для подальшого заповнення рукописним шрифтом, або ж дрібні друкарські вироби типу листівки.
Інше важливе досягнення Гутенберга — вдалий проєкт модифікації тогочасного готичного рукописного шрифту. Він перш за все створив основні правила верстання, якими користуються більшість професійних друкарів та розробників програмного забезпечення для сучасного комп'ютерного верстання.
Хоча розробки Гутенберга не принесли йому фінансового успіху, технології друку швидко поширювалися, а новини та книжки почали розповсюджуватися по Європі набагато швидше, ніж раніше.

### Роботи Гутенберга
Дослідники життя і творчості Йоганна Гутенберга встановили, що за свого життя він видрукував понад 50 книжок. Це підручники латинської мови, Календарі, «Католікон», що містить латинську граматику і тлумачний словник, «Псалтир», а також інші книжки.
Починаючи з 1440, були розпочаті друкарські практики Йоганна Гутенберга. Першим повноцінним його здобутком 1456 року стала книга «Латинська граматика».

## Вшанування Йоганна Гутенберга

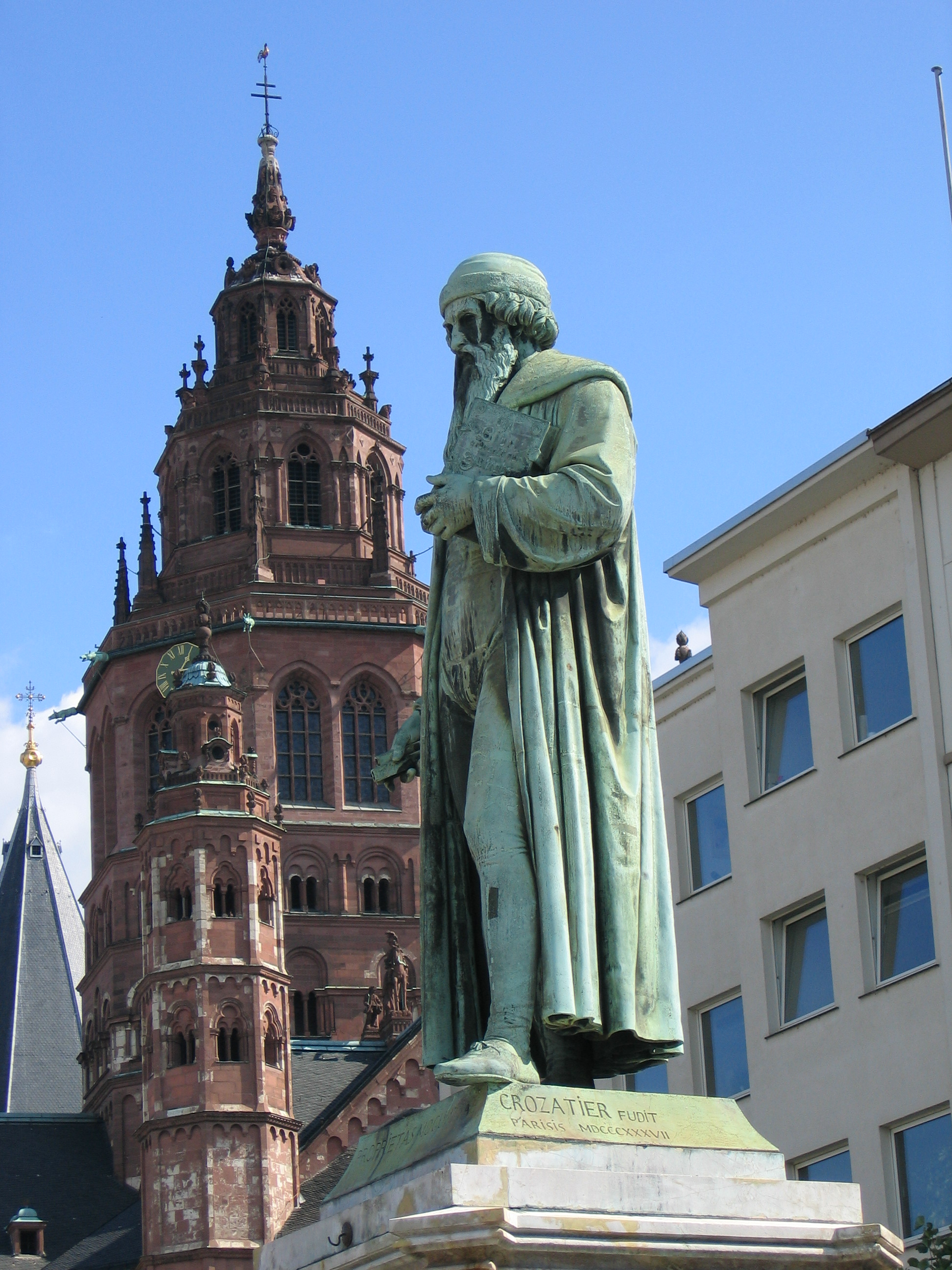
Пам'ятник Гутенбергу в Майнці (1837) роботи Торвальдсена

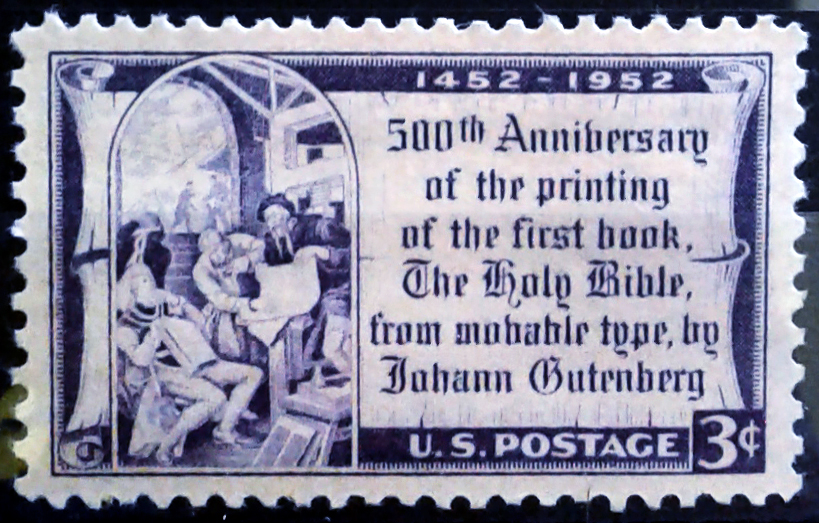
Поштова марка присвячена 500-літтю початку друкування Біблії Йоганом Гутенбергом

- Гутенбергу споруджені пам'ятники у Майнці, Страсбурзі, Франкфурті на Майні, а також у Відні. У Відні поряд з пам'ятником Гутенбергу розташований ресторан національної австрійської кухні, що має назву «Гутенберг».
- Проєкт Гутенберг — найперша цифрова бібліотека, створена з метою оцифрування, архівування і поширення культурного надбання людства, носить ім'я Гутенберга.
- Музей Гутенберга (Gutenberg-Museum) відкритий 1901 року в Майнці — присвячений знаменитому земляку та історії винайденої в Майнці друкарської техніки[8].
- 1914 року на честь Гутенберга була названо астероїд — 777 Гутемберга[9].
- Портрет Гутенберга було зображено на поштовій марці Болгарії 1940 року.
- 1952 року поштою США було випущено марку присвячену 500-літтю початку друкування Біблії Гутенбергом.

- Незважаючи, що справжнього і прижиттєвого портрета Гутенберга немає (усі відомі зображення Гутенберга відносяться до пізніших часів), одначе, вважається, що дві найдавніші гравюри таки могли бути виконані за справжніми прижиттєвими портретами Гутенберга. Це гравюра в паризькому виданні 1584 (A. Thevet Vrais pourtraicts des hommes illustres) і гравюра в базельському виданні 1578 (H. Pantaleon Lebensbeschreibungen beruhmter Deutscher)[10].
- 1935 року Міжнародний астрономічний союз присвоїв ім'я Гутенберга кратеру на видимому боці Місяця.
- 1900 року започатковано Фонд Гутенберга (Internationale Gutenberg-Gesellschaft in Mainz)[11].
- 1946 року Університет Майнца перейменовано в Університет Майнца імені Йоганна Гутенберга[12].
- 14 квітня 2021 року компанія Google присвятила день у своєму пошуковику вшануванню пам'яті Йогана Гутенберга створивши відповідний дудл,[13] оскільки цього дня 2000 року Музей Гутенберга відкрив виставку на честь винахідника першого механічного рухомого друкарського верстата.[14]